# Milan Forgáč
Milan Forgáč (* 2. ledna 1968) je bývalý slovenský fotbalista, obránce.

## Fotbalová kariéra
Hrál za ZVL Považská Bystrica, Inter Bratislava, FC Union Cheb, FC LeRK Brno a FK Dubnica. V československé a české lize nastoupil k 65 utkáním, ve slovenské lize nastoupil ve 13 utkáních.

## Ligová bilance
| Ročník                                   | Zápasy | Góly | Klub                  |
| ---------------------------------------- | ------ | ---- | --------------------- |
| 1. československá fotbalová liga 1989/90 | 5      | 0    | ZVL Považská Bystrica |
| 1. československá fotbalová liga 1991/92 | 2      | 0    | Inter Bratislava      |
| 1. československá fotbalová liga 1992/93 | 17     | 0    | Inter Bratislava      |
| 1. česká fotbalová liga 1993/94          | 16     | 0    | FC Union Cheb         |
| 1. česká fotbalová liga 1994/95          | 19     | 0    | FC Union Cheb         |
| 1. česká fotbalová liga 1995/96          | 6      | 0    | FC Union Cheb         |
| Corgoň liga 1996/97                      | 13     | 0    | FK Dubnica            |
| CELKEM                                   | 78     | 0    |                       |